# Molhașurile Căpățânei (sit SCI)
Molhașurile Căpățânei este o arie protejată (sit de importanță comunitară — SCI) din România, desemnată în scopul protejării biodiversității și menținerii într-o stare de conservare favorabilă a florei spontane și faunei sălbatice, precum și a habitatelor naturale de interes comunitar aflate în arealul zonei de protecție. Aceasta se întinde pe o suprafață de 807,9 ha, integral pe uscat.

## Localizare
Situl se întinde pe teritoriile administrative ale județelor Alba (comuna Bistra) și Cluj (comuna Măguri-Răcătău). Centrul sitului Molhașurile Căpățânei este situat la coordonatele 46°28′53″N 23°06′35″E / 46.481275°N 23.109758°E.

## Înființare
Situl Molhașurile Căpățânei (ROSCI0116) a fost declarat sit de importanță comunitară în decembrie 2007 pentru a proteja 3 specii de animale. Acesta include rezervația naturală Molhașurile Căpățânei.

## Biodiversitate
Situată în ecoregiunea alpină a munților Apuseni, aria protejată conține 3 habitate naturale: Turbării active, Turbării împădurite și Păduri acidofile cu Picea din etajele alpine montane.
La baza desemnării sitului se află 3 specii faunistice protejate la nivel european prin Directiva CE 92/43/CE din 21 mai 1992 (privind conservarea habitatelor naturale și a speciilor de faună și floră sălbatică) sau aflate pe lista roșie a IUCN; astfel: ursul brun (Ursus arctos), tritonul comun transilvănean (Triturus vulgaris ampelensis) și ivorașul cu burtă galbenă (Bombina variegata)
Pe lângă speciile protejate aflate la baza desemnării sitului, pe teritoriul acestuia au mai fost identificate 30 specii din flora spontană și fauna sălbatică a României, protejate la nivel european.